# ドリームモンスター
株式会社ドリームモンスター（英: Dream Monster Co., Ltd.）は、アニメソング・劇伴・ゲームBGMを手がける音楽制作会社。

## 概要
主にアニメ主題歌、キャラクターソング、キャストブッキングを手がける音楽制作会社である。また水瀬いのり、雨宮天、小倉唯をはじめとする女性声優アーティスト、ならびに畠中祐、内田雄馬、KENNなどの男性声優アーティストの音楽制作も手がける。近年では、BGM・劇伴等の制作にも携わっており、TVアニメ『LOSTSONG』や『胡蝶綺 ～若き信長～』などの作品にて劇伴を、『蒼青のミラージュ』『LINE GAME』にてゲーム内BGM担当している。

## 主な作品
楽曲提供作品

アニメ関連
- 『悪魔のリドル』（ED主題歌, 2014年）
- 『トリコ』（ED主題歌, 2014年）
- 『ヘタリア』（キャラクターソング, 2015年）
- 『ばくおん!!』（キャラクターソング, 2016年）
- 『アンジュ・ヴィエルジュ』（OP主題歌, 2016年）
- 『ひなろじ〜from Luck & Logic〜』（キャラクターソング, 2017年）
- 『魔法使いの嫁』（OP主題歌・ED主題歌・挿入歌, 2017年）
- 『冴えない彼女の育てかた♭』（ED主題歌, 2017年）
- 『結城友奈は勇者である』（ED主題歌・キャラクターソング）
- 『三ツ星カラーズ』（OP主題歌, 2017年）
- 『徒然チルドレン』（OP主題歌・ED主題歌, 2017年）
- 『クジラの子らは砂上に歌う』（OP主題歌, 2017年）
- 『ゆるキャン△』（OP主題歌, 2018年）
- 『カードキャプターさくら クリアカード編』（ED主題歌, 2018年）
- 『LOST SONG』（OP主題歌・ED主題歌・劇伴・挿入歌, 2018年）
- 『音楽少女』（挿入歌, 2018年）
- 『すのはら荘の管理人さん』（ED主題歌, 2018年）
- 『少女☆歌劇レヴュースタァライト』（挿入歌, 2018年）
- 『ISLAND』（OP主題歌・ED主題歌, 2018年）
- 『ウマ娘 プリティーダービー』（ED主題歌, 2018年）
- 『CONCEPTION』（ED主題歌, 2018年）
- 『SSSS.GRIDMAN』（ED主題歌・キャラクターソング, 2018年）
- 『賭ケグルイ××』（OP主題歌, 2019年）
- 『五等分の花嫁』（OP主題歌・キャラクターソング, 2019年）
- 『とある魔術の禁書目録』（ED主題歌, 2019年）
- 『私に天使が舞い降りた!』 （キャラクターソング, 2019年）
- 『この世の果てで恋を唄う少女 YU-NO』（OP主題歌・ED主題歌, 2019年）
- 『異世界チート魔術師』（ED主題歌, 2019年）
- 『Re:ステージ! ドリームデイズ♪』（キャラクターソング, 2019年）
- 『本好きの下剋上 司書になるためには手段を選んでいられません』（OP主題歌, 2019年）
- 『アズールレーン』（OP主題歌, 2019年）
- 『ぼくたちは勉強ができない！』（ED主題歌, 2019年）
- 『ソマリと森の神様』（ED主題歌, 2020年）
- 『劇場版 SHIROBAKO』（主題歌, 2020年）
- 『劇場版マクロスΔ 絶対LIVE!!!!!!』（イメージソング, 2020年）

ゲーム関連
- 『探偵オペラ ミルキィホームズ2』（ゲームED主題歌）
- 『ファンタシースターオンライン2』（キャラクターソング）
- 『Tokyo 7th シスターズ』（キャラクターソング）
- 『あんさんぶるスターズ!』（キャラクターソング）
- 『THE IDOLM@STER』（キャラクターソング）
- 『THE IDOLM@STER MILLION LIVE!』（キャラクターソング）
- 『THE IDOLM@STER SideM』（アプリ内主題歌・キャラクターソング）
- 『この素晴らしい世界に祝福を！ ファンタスティックデイズ』（主題歌）
- 『THANATOS NiGHT』（キャラクターソング）
- 『DIABOLIK LOVERS』（キャラクターソング）
- 『剣が君』（キャラクターソング）
- 『紡ロジック』（OP主題歌・ED主題歌・挿入歌）
- 『私立ベルばら学園 ～ベルサイユのばらRe*imagination～』（主題歌）
- 『ウマ娘 プリティーダービー』（キャラクターソング）
- 『けものフレンズ3』（キャラクターソング）

アーティスト関連
- AKB48
- SKE48
- NGT48
- 欅坂46
- 乃木坂46
- =LOVE
- ラストアイドル
- 大塚愛
- CHEMISTRY　
- ET-KING
- 関西ジャニーズJr.
- 藍井エイル
- BOYS AND MEN
- BOYS AND MEN研究生
- 祭nine.
- 超特急
- JUNNA
- 井上苑子
- May’n
- さくらしめじ
- J☆Dee'Z
- つばきファクトリー

声優アーティスト関連
- 入野自由
- 内田雄馬
- 内田真礼
- 8P
- KENN
- 下野紘
- 鈴村健一
- 土岐隼一
- Trignal
- 畠中祐
- 宮野真守
- 雨宮天
- 小倉唯
- 寿美菜子
- 下地紫野
- 戸松遥
- 夏川椎菜
- 西田望見
- 沼倉愛美
- 水瀬いのり
- 諸星すみれ
- Pile
- petit milady

BGM・劇伴関連
- バーガーキング（Web CM）
- 映画『BOYS AND MEN ～One For All, All For One～』（劇伴）
- 『照英･児島玲子の最強! 釣りバカ対決!!』（劇伴）
- 『LINE STAGE』（ゲーム内BGM）
- 『蒼青のミラージュ』（ゲーム内BGM）
- TVアニメ『LOSTSONG』（劇伴）
- TVアニメ『胡蝶綺 ～若き信長～』（劇伴）

## 所属作家
- 原田アツシ（キーボーディスト、作編曲）
- 白戸佑輔（ベーシスト、キーボーディスト、作詞、作編曲）
- 田熊知存（ピアニスト、作編曲）
- Haggy Rock（作詞、作編曲）
- 本田正樹（作詞、作編曲）
- 高木龍一（作編曲）
- 佐藤厚仁（ギタリスト、作詞、作編曲）
- 椿山日南子（ピアニスト、作編曲）
- 塚田耕平（作詞、作編曲）
- 武田将弥（作詞、作編曲）
- アッシュ井上（作詞、作編曲）
- フワリ（作詞、作編曲）